# Ponthieva similis
Ponthieva similis är en orkidéart som beskrevs av Charles Schweinfurth. Ponthieva similis ingår i släktet Ponthieva och familjen orkidéer. Inga underarter finns listade i Catalogue of Life.